# Hedana gracilis
Hedana gracilis är en spindelart som beskrevs av Ludwig Carl Christian Koch 1874. Hedana gracilis ingår i släktet Hedana och familjen krabbspindlar.
Artens utbredningsområde är New South Wales. Inga underarter finns listade i Catalogue of Life.